# Huguette Chausson
Huguette Chausson (Lausanne, 2 november 1905 - Cully, 7 december 1986) was een Zwitserse onderwijzeres en schrijfster.

## Biografie
Huguette Chausson was een dochter van Jules Chausson, een advocaat, en van Louisa Burnier. Hoewel ze aanvankelijk aan de slag was als privé-onderwijzeres, geraakte ze gewonnen voor de journalistiek van Paul Budry en Otto Treyvaud. Gedurende meer dan 20 jaar werkte ze voor het Feuille d'Avis de Lausanne. Van 1939 tot 1945, tijdens de Tweede Wereldoorlog, nam ze er enkele verantwoordelijkheden op terwijl veel van haar collega's waren gemobiliseerd.
Chausson specialiseerde zich in vulgariserende geschiedschrijving, bijvoorbeeld met haar werk over Pierre Viret uit 1961. Ze schreef ook jeugdromans die zich afspeelden in het kanton Vaud zoals En suivant le comte Vert uit 1945, Le troubadour du comte Pierre uit 1946 en Lausannette, la boulangère de Notre-Dame uit 1948.
Chausson was zeer actief binnen de Société vaudoise d'histoire et d'archéologie, waarvan ze secretaris was van 1960 tot 1965. Ze schreef tevens diverse artikels voor de Revue historique vaudoise.

## Werken
- (fr)  En suivant le comte Vert, 1945.
- (fr)  Le troubadour du comte Pierre, 1946.
- (fr)  Lausannette, la boulangère de Notre-Dame, 1948.

- Gemeinsame Normdatei: 1046075357
- Historisch woordenboek van Zwitserland: 042619
- Virtual International Authority File: 305927784
- WorldCat: E39PBJq6YVPtwdC8qRt7h8MHG3